# Floscopa peruviana
Floscopa peruviana är en himmelsblomsväxtart som beskrevs av Justus Carl Hasskarl och Charles Baron Clarke. Floscopa peruviana ingår i släktet Floscopa och familjen himmelsblomsväxter. Inga underarter finns listade.